# Tetraleurodes madagascariensis
Tetraleurodes madagascariensis là một loài côn trùng cánh nửa trong họ Aleyrodidae, phân họ Aleyrodinae.
Tetraleurodes madagascariensis được Takahashi miêu tả khoa học đầu tiên năm 1951.